# Windpark Gries
Der Windpark Gries ist der höchstgelegene Windpark Europas. Er liegt zwischen dem Griespass und dem Nufenenpass in der Gemeinde Obergoms im Schweizer Kanton Wallis auf rund 2500 m ü. M.

## Geschichte
Mit den Projektplanungen wurde 2007 begonnen. Projektentwickler war das Schweizer Unternehmen SwissWinds Development. Die Gemeinde- und Bürgerversammlung hatten 2008 das Projekt einstimmig bewilligt.
Der Windpark wurde im Oktober 2011 mit einer Pilotanlage Enercon E-70 eröffnet. Nach den anfänglichen Planungen von SwissWinds sollten ab 2013 – je nach Verlauf dieser Probephase – weitere vier oder fünf Turbinen installiert werden.
Im Jahr 2016 wurden am Standort drei weitere Windturbinen vom Typ Enercon E-92 installiert.

## Bau
Der Bau war aufgrund der Topographie aufwändig. Ohne einen speziellen gegliederten Tieflader, genannt «Tausendfüssler», wäre selbst die Anlieferung der Rotorblätter via die Tessiner Seite der Nufenen-Passstrasse nicht möglich gewesen.

## Betrieb
Der Windpark wird von der Gries Wind AG betrieben. Wirtschaftlich waren an der Pilotanlage unter anderem die Energieversorger EnAlpin und Services industriels de Genève sowie die Standortgemeinde Obergoms beteiligt. Die Gemeinde Obergoms hatte im Vorfeld der Erweiterung 2016 ihren Anteil von 35 % im Wert von über einer halben Million Franken verkauft. Auch die weiteren anfänglichen Partner haben ihre Anteile an der Betreibergesellschaft an die SwissWinds verkauft. Es handelte sich dabei um die Services industriels de Genève (25 %), die Walliser Elektrizitätsgesellschaft (10 %), EnAlpin AG (5 %) sowie die Elektrizitätswerk Obergoms AG, EW GOMS Holding AG, EWBN Elektrizitätswerk Brig-Naters AG, EVWR Energiedienste Visp-Westlich Raron AG und die RELL in Leuk (je 2 %). Damit stieg der Anteil der SwissWinds an der Betreibergesellschaft von 5 auf 90 %. Lediglich die Gombau AG hielt ihren zehnprozentigen Anteil. Mit dieser Veräusserung sei der Weg für die Erweiterung des Windparks durch eine einzige Gesellschaft frei.
Danach hat die Energie Wasser Luzern im April 2016 von SwissWinds wiederum einen zwanzigprozentigen Anteil erworben.

## Technik
Die Pilotanlage vom Typ Enercon E-70 hat ein jährliches Regelarbeitsvermögen von 3 GWh und soll so rechnerisch 800 Haushalte versorgen. Die Anlage hat eine Nabenhöhe von 85 Metern und einen Rotordurchmesser von 71 Metern. Dies ergibt eine Gesamthöhe von 120,5 Metern.
Die drei Enercon E-92 haben eine Nabenhöhe von 83 m, einen Rotordurchmesser von 92 Metern und damit eine Gesamthöhe von 129 Metern. Sie haben jeweils eine installierte Leistung von 2,3 MW. Mit einem Regelarbeitsvermögen von 10 GWh sollten rein rechnerisch 2850 Haushalte versorgt werden.
Die Jahresproduktion 2017 lag bei 7,8 GWh. Dies entsprach einem Jahresnutzungsgrad von 9,6 %. Die Jahresproduktion 2019 wurde mit 10,3 GWh budgetiert und lag bei tatsächlich bei 6,8 GWh. Es wurde noch an technischen Optimierungen gearbeitet.

### Umweltbedingungen
Die durchschnittliche Windgeschwindigkeit liegt bei 5,5 bis 6 Metern pro Sekunde. Durch die höhenbedingt niedrigere Luftdichte ist der Ertrag im Vergleich zum Erwartungswert auf Meeresniveau um etwa 25 % verringert.
Wegen der Lage im Hochgebirge ist die Anlage mit einem Rotorblattenteisungssystem ausgerüstet, das die Rotorblätter eis- und schneefrei hält.

### Einspeisung
Die Motivation für diesen Standort war die bereits vorhandene elektrische Infrastruktur. Der erzeugte Strom wird über den Transformator des nahe gelegenen Wasserkraftwerks am Gries-Stausee eingespeist.
Für die erste Anlage wird eine Einspeisevergütung von 20 Rappen (ca. 18,5 Eurocent, Stand November 2016) pro Kilowattstunde angegeben.